# Іванівка (Золотоніський район)
Іванівка — селище в Україні, у Золотоніському районі Черкаської області. Входить до складу Чорнобаївської селищної громади.

## Населення

### Мовний склад
Рідна мова населення за даними перепису 2001 року:
| Мова       | Чисельність, осіб | Доля     |
| ---------- | ----------------- | -------- |
| Українська | 106               | 97,25 %  |
| Російська  | 2                 | 1,83 %   |
| Інше       | 1                 | 0,92 %   |
| Разом      | 109               | 100,00 % |